# Língua seediq
Seediq (pronúncia IPA-seˈedæq) é uma língua Atayalic (das línguas formosanas) falada nas montanhas do norte de Taiwan delos povos Seediq e Truku.

## Dialetos
Seediq consiste em três dialetos principais (Tsukida 2005). Os membros de cada grupo dialetal se referem a si mesmos pelo nome de seu dialeto, enquanto os Amis (povo) os chamam de "Taroko".
1. Truku (Truku) – 20 mil da etnia incluindo os não falantes da língua. Os falantes do dialeto Truku, transcrito 太魯閣 Tàilǔgé em língua chinesa, dá seu nome ao parque nacional Taroko Gorge.
2. Toda (Tuuda) - 2,5 mil da etnia incluindo os não falantes da língua.
3. Tgdaya (Tkdaya, Paran) - - 2,5 mil da etnia incluindo os não falantes da língua.

## Escrita
A Língua Seediq usa o alfabeto latino sem as letras F, V, Z. Usa-se a forma Ng.

## Fonologia
Em Seediq existem 19 sons consoantes e 4 sons vogais fonemas. Entre esses, há duas fricativas velares, uma surda e outra sonora, e uma plosiva uvular]. Em ambas séries, oclusivas bilabiais alveolares em oposição constrastiva de voz (surda – sonora); As séries velar e uvular, no entanto, só exibem sons surdos. A africada alveolar tem um estado fonológico marginal sendo encontrada em algumas interjeições (como te'cu! - "Que bagunça!"), palavras emprestadas de outras línguas e  formas verbais não-finitas com o prefixo gerúndio cese- (Tsukida 2005: 292, 297).
|                   | Labial | Labial | Alveolar | Alveolar | Palatal | Palatal | Velar  | Velar  | [[Consoante uvular\|Uvulae | Glotal |
| surda             | sonora | surda  | sonora   | surda    | sonora  | surda   | sonora |        | [[Consoante uvular\|Uvulae | Glotal |
| ----------------- | ------ | ------ | -------- | -------- | ------- | ------- | ------ | ------ | -------------------------- | ------ |
| Consoante plosiva | p [p]  | b [b]  | t [t]    | d [d]    |         | (j [ɟ]) | k [k]  |        | q [q]                      | ʼ [ʔ]  |
| Fricativa         |        |        | s [s]    |          |         |         | x [x]  | g [ɣ]  |                            | h [h]  |
| Africada          |        |        | (c [ts]) |          |         |         |        |        |                            |        |
| Lateral           |        |        |          | l [l]    |         |         |        |        |                            |        |
| Nasal             |        | m [m]  |          | n [n]    |         |         |        | ng [ŋ] |                            |        |
| Vibrante          |        |        |          | r [ɾ]    |         |         |        |        |                            |        |
| Semivogal         |        |        |          |          |         | y [j]   |        | w [w]  |                            |        |

Com os grafemas c e j, a ortografia prática indica os alofones] palatais de 't' e 'd', respectivamente, depois de 'i' e 'y' '.
As vogais são as seguintes:
|         | Anterior | Central | Posterior |
| ------- | -------- | ------- | --------- |
| Fechada | i [i]    |         | u [u]     |
| Medial  |          | e [ə]   |           |
| Aberta  | a [a]    |         |           |

## Amostra de texto
Smkuxul ku musa muuyas ka yaku. Slluhe jiyuga, muuyas, muuyas uyas ma kmeeki. Mqaras ku klaali ka yaku. Meniq ku sapah, tama bubu mu, ma qbsuran mu rseno, swai mu mqedil, smkuxul mbahang uyas mu ma, qmita keeki mu kana dheya.
Português
Eu gosto de ir à escola e aprender a desenhar, ler, cantar e dançar. Estou muito feliz todos os dias. A imagem que eu desenhei era muito bonita. Eu também leio muito livros, e o professor gosta muito de mim. Em casa, meu pai, mãe, irmão e irmã gostam de me ouvir cantando e me observando dançar.